# مارك بورنس
مارك بورنس (بالإنجليزية: Mark Burns)‏ (و. 1936 – 2007 م) هو ممثل، ومونتير، من المملكة المتحدة، توفي في لندن، عن عمر يناهز 71 عاماً بسبب سرطان الرئة.

## التعليم
تعلم في كلية أمبلفورث ‏.

## الخدمة العسكرية
خدم في الجيش البريطاني.

## وصلات خارجية
- مارك بورنس على موقع IMDb (الإنجليزية)
- مارك بورنس على موقع ألو سيني (الفرنسية)
- مارك بورنس على موقع أول موفي (الإنجليزية)
- مارك بورنس على موقع قاعدة بيانات الأفلام السويدية (السويدية)
- مارك بورنس على موقع قاعدة بيانات الفيلم (الإنجليزية)
- مارك بورنس على موقع كينوبويسك (الروسية)